# Thomas Willwacher
Thomas Hans Willwacher (* 12. April 1983 in Freiburg im Breisgau) ist ein deutscher Mathematiker.

## Biografie
Thomas Willwacher absolvierte 2001 das Abitur am Gymnasium der Zisterzienserabtei Marienstatt, studierte theoretische Physik an der ETH Zürich mit dem Diplom bei Giovanni Felder 2007 (Modules in Deformation Quantization) und wurde 2009 an der ETH Zürich bei Giovanni Felder in Mathematik promoviert (Cyclic Formality). Als Post-Doktorand war er 2010 bis 2013 Junior Fellow an der Harvard University. Er war von 2013 bis 2016 Assistenzprofessor in Mathematik an der Universität Zürich. Von 2016 an ist er an der ETH Zürich, zuerst als außerordentlicher Professor und seit 2021 als ordentlicher Professor für Mathematik.
Willwacher befasst sich mit Homologischer Algebra und Operaden und deren Anwendung in der (topologischen) Quantenfeldtheorie und Deformierungs-Quantisierung. Außerdem veröffentlichte er in Computergraphik und hält mehrere Patente.
2016 erhielt er den EMS-Preis für seine durchschlagende und bedeutende Forschung in einer Reihe mathematischer Gebiete: homotopische Algebra, Geometrie, Topologie und mathematische Physik, einschließlich tiefliegender Resultate zu Kontsevich's Formalitäts-Theorem und der Verbindung von Kontsevich's Graph-Komplex und der Grothendieck-Teichmüller Liealgebra (Laudatio). Er war Stipendiat der Studienstiftung des Deutschen Volkes und erhielt 2010 die ETH Medaille.

## Schriften (Auswahl)
- M. Kontsevich’s graph complex and the Grothendieck–Teichmüller Lie algebra, Inventiones mathematicae, Band 200, 2015, S. 671–760, Arxiv
- The oriented graph complexes, Comm. Math. Phys., Band 334, 2015, S. 1649–1666, Arxiv
- mit Sergei Merkulov: Grothendieck-Teichmüller and Batalin-Vilkovisky, Lett. Math. Phys., Band 104, 2014, S. 625–634, Arxiv
- mit Damien Calaque: Formality of cyclic cochains, Advances in Mathematics, Band 231, 2012, S. 624–650,  Arxiv
- Formality of cyclic chains, Int. Math. Res. Notices 2011 (17), S. 3939–3956, Arxiv